# Damalis pseudoartigasi
Damalis pseudoartigasi là một loài ruồi trong họ Asilidae. Damalis pseudoartigasi được Joseph & Parui miêu tả năm 1987. Loài này phân bố ở miền Ấn Độ - Mã Lai.